# Нестор (епископ Ростовский)
Епископ Нестор — епископ Русской церкви, епископ Ростовский и Суздальский.

## Биография
По происхождению — грек. Упоминается епископом Ростовским с 1147 года.
В 1157 году Нестор был удалён князем Владимирским и Ростовским Андреем Боголюбским от управления епархией за то, что не разрешал поста для Господских праздников в среду и пяток, кроме Рождества Христова и Богоявления: «Того же лета изгнан бысть Нестер епископ Ростовский с престола его... про господьские праздники - не веляше бо мяса ясти в господьскиа праздники, аще прилучится когда в среду или в пяток, такоже от светлыа недели и до пенти-костиа» (то есть на 50 дней после пасхи, включая часть русалий).
С 1158 года на Ростовской кафедре был епископ Леон.
В 1160 году митрополит Киевский Феодор рассмотрел дело епископа Нестора соборне и совершенно оправдал его, но князь Андрей Боголюбский не хотел принять изгнанного епископа, и владыка Нестор должен был искать себе защиты у Константинопольского патриарха. Патриарх также нашёл его невинным и неоднократно просил князя Андрея Боголюбского принять этого епископа как совершенно правого.

При участии епископа Нестора и великого князя Владимира 12 мая 1164 года был заложен каменный собор в городе Ростове.

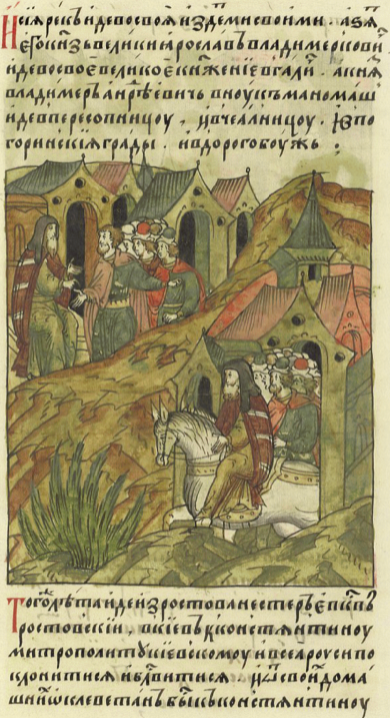
Нестор едет к митрополиту Константину I
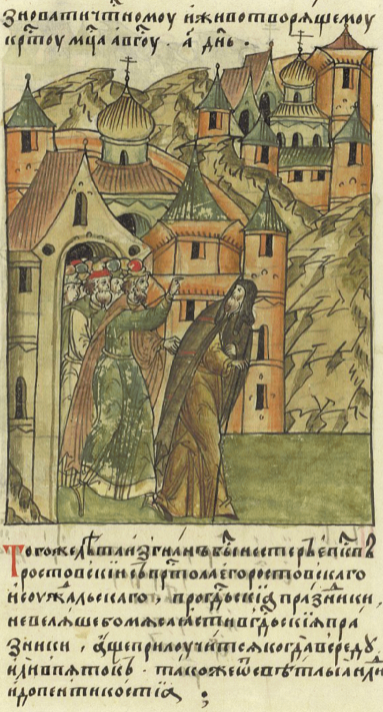
Изгнание Нестора с Ростовской кафедры